# Amantis reticulata
Amantis reticulata är en bönsyrseart som beskrevs av Wilhem de Haan 1842. Amantis reticulata ingår i släktet Amantis och familjen Mantidae. Inga underarter finns listade i Catalogue of Life.